# Siergiej Aczkasow
Siergiej Wasiljewicz Aczkasow (ros. Сергей Васильевич Ачкасов, ur. 1919 we wsi Staroklonowskoje w obwodzie tambowskim, zm. 14 marca 1943 w rejonie Kurska) – radziecki lotnik wojskowy, porucznik, Bohater Związku Radzieckiego (1943).

## Życiorys
Urodził się w rodzinie chłopskiej. Miał wykształcenie niepełne średnie, pracował na stacji kolejowej Stupino, skończył aeroklub w Podolsku, od 1940 służył w Armii Czerwonej. Ukończył Kaczyńską Wyższą Wojskową Szkołę Lotniczą dla Pilotów, od 4 stycznia 1941 służył w 16 pułku lotnictwa myśliwskiego, od czerwca 1941 uczestniczył w wojnie z Niemcami, 17 października 1941 podczas walk nad Rybińskiem taranował swoim I-16 bombowiec wroga, po czym wylądował uszkodzonym samolotem. Otrzymał za to Order Lenina. 13 sierpnia 1942 niedaleko Woroneża, gdy wraz z dowódcą eskadry walczył z 9 bombowcami i 7 myśliwcami wroga, po zestrzeleniu jednego z Messerschmittów-109 i długiej walce powietrznej staranował drugi samolot, jednak został wówczas ranny i z trudem wyskoczył na spadochronie. Do września 1942 wykonał 160 lotów bojowych, w walkach powietrznych strącił osobiście 8 i w składzie grupy 2 samoloty wroga, za co został przedstawiony do odznaczenia tytułem Bohatera Związku Radzieckiego; otrzymał to odznaczenie wraz z drugim Orderem Lenina 4 lutego 1943. Po wyleczeniu ran wrócił do walk jako dowódca klucza, a następnie eskadry 176 pułku lotnictwa myśliwskiego 207 Dywizji Lotnictwa Myśliwskiego 2 Armii Powietrznej Frontu Woroneskiego w stopniu porucznika. Zginął podczas niemieckiego nalotu na lotnisko w rejonie Kurska.